# جيلي بيلي
جيلي بيلي كاندي هي شركة أمريكية تصنع حبوب جيلي بيلي والحلوى الأخرى.
يقع مقر الشركة في فيرفيلد، كاليفورنيا، ولها منشأة تصنيع ثانية في شمال شيكاغو، إلينوي. بدأ مركز التوزيع والزائرين في بليزانت بريري بولاية ويسكونسن في التصفية والإغلاق في 3 أغسطس 2020. في أكتوبر 2008، افتتحت الشركة 50,000 قدم مربع (4,645 م2) مصنع في رايونع، تايلاند حيث تنتج الحلويات للسوق الدولي.